# Sidney Reilly
Sidney George Reilly (24 tháng 3 năm 1874 (1873) – 5 tháng 11 năm 1925), tên thật là Sigmund Markovich Rosenblum, thường được nhắc tới với biệt danh "Ông hoàng điệp viên", là một nhân viên mật vụ đại tài và điệp viên sinh ra ở Nga, nhập cư tới London năm 1896 được tuyển chọn bởi Scotland Yard's Special Branch và sau vào làm việc cho Cục tình báo toàn cầu của vương quốc Anh, tiền thân của Cục tình báo Anh hiện nay (MI6/SIS). Reilly được cho là đã làm việc cho tình báo của ít nhất 4 đế quốc vào thời bấy giờ. Những tài liệu chỉ ra rằng ông liên quan tới các hoạt động gián điệp ở London năm 1890 vào các cộng đồng người Nga nhập cư, làm việc cho Keipentai (cục tình báo Đế quốc Nhật Bản) trong Chiến tranh Nga - Nhật, là điệp viên nằm vùng ở Đế quốc Đức từ năm 1917 đến năm 1918, và là chủ mưu một vụ ám sát hụt nhắm vào lãnh tụ Vladimir Lenin và chính quyền Bolshevik Nga ở Moskva vào năm 1918 với mục đích giải cứu dòng tộc Romanov ra khỏi quân Bolshevik (Kế hoạch Lockhart).
Reilly mất tích ở Nga Xô Viết vào giữa những năm 1920, và nhà báo, nhà ngoại gia Anh R.H. Bruce Lockhart xuất bản tài liệu về chiến dịch âm mưu lật đổ chế độ Bolshevik của họ năm 1918. Sách của Lockhart Hồi ức của điệo viên Anh xuất bản năm 1932 trở thành cuốn sách bán chạy toàn cầu và gây danh tiếng cho Reilly. Cuốn hồi ký kể về câu chuyện gián đỉệp của Reilly, Lockhart, và một số kẻ âm mưu khác muốn tiêu diệt cuộc cách mạng Bolshevik ngay từ khi nó vẫn ở trong giai đoại trứng nước. Theo sử kể, tháng 9 năm 1925, Reilly gặp những người thuộc phe Bạch Vệ như Alexander Grammatikov, tướng Alexander Kutepov, Vladimir Burtsev và điệp viên Anh Ernest Boyce ở Paris và họ tham gia một tổ chức quân chủ chống Bolshevik. Reilly được cho là đã bị sa lưới GPU cuối tháng 10 năm 1925 khi quay lại Nga, tổ chức của Reilly thực ra là một cái bẫy được tạo dựng bởi mật vụ Nga Xô hợp tác với một số người Nga hải ngoại nhằm tóm cổ những kẻ phản cách mạng bỏ chạy sau cuộc nội chiến, và Reilly đã bị đánh lừa. Reilly bị quân lính xử bắn tại một khu rừng ở Moskva, ngày 5 tháng 11 năm 1925.
Báo chí quốc tế ca ngợi ông là "là một điệp viên tài giỏi nhất thế giới" và là "bông hoa đỏ giữa cánh đồng lúa mì" của nước Nga Đỏ". Báo London Evening Standard mô tả tiểu sử của ông trong một bài viết dài tập vào tháng 5 năm 1931 với tựa đề "Ông trùm gián điệp" (Master Spy). Ian Fleming lấy cảm hứng từ điệp viên Reilly cho tiểu thuyết James Bond thập niên 1950 và 1960. Reilly được xem là "nhân vật thống trị sự ảo diệu của tình báo Anh quốc hiện đại".